# Üsküdar BSK (handbal feminin)
Üsküdar Belediyesi Spor Kulübü este o echipă de handbal feminin din Istanbul, Turcia, secție a clubului sportiv Üsküdar BSK. Echipa a fost fondată în 1996 și a jucat pentru prima dată în campionatul Turciei în sezonul 1996-1997, iar din sezonul 1997-1998 în Superliga de handbal feminin a Turciei.
Principalul sponsor al echipei este municipalitatea metropolei Istanbul.

## Palmares
- Campionatul Turciei:
  - Câștigătoare (3): 2003, 2009, 2010

- Cupa Turciei:
  - Câștigătoare (3): 2004, 2012, 2013

- Cupa Federației:
  - Câștigătoare (2): 2003, 2004

- Superliga Turciei:
  - Câștigătoare (2): 2004, 2011

- Supercupa Turciei :
  - Câștigătoare (1): 2012

- Cupa Cupelor EHF :
  - Sfert-finalistă: 2000

## Lotul de jucătoare
Echipa pentru sezonul 2012–13 
| Portari - 12 Serpil Çapar (căpitan) - 21 Talida Tolnai - 35 Halime Beykurt Extreme dreapta - 03 Esra Öztürk - 34 Buse Matli Extreme stânga - 02 Merve Atalay - 45 Fatmagül Sakizcan - 54 Yasemin Şahin Pivoți - 19 Neriman Sevgilican - 88 Lenče Ilkova | Coordonatori - 07 Çağla Yılmaz - 13 Günes Viter - 18 Buçe Taçyıldız - 77 Yeliz Özel Interi dreapta - 09 Yeliz Yılmaz - 77 Merve Adiyaman - 88 Patricia Vizitiu Interi stânga - 08 Betül Yılmaz - 23 Biljana Filipović |

## Staff tehnic
| Nume            | Naționalitate | Ocupație           |
| --------------- | ------------- | ------------------ |
| Hakan Büyükoğlu | Turcia        | Președinte         |
| Kadir Ayar      | Turcia        | Director tehnic    |
| Serkan Inci     | Turcia        | Antrenor principal |
| Emrah Elfidan   | Turcia        | Antrenor secund    |
| Yıldıray Şahin  | Turcia        | Antrenor secund    |
| Aytaç Özbakır   | Turcia        | Fizioterapeut      |
| Handan Turan    | Turcia        | Maseur             |

## Foste jucătoare notabile
- Ana Amorim
- Julija Portjanko
- Biljana Crvenkoska
- Dorina Cărbune
- Anca Mihaela Rombescu
- Loredana Mateescu